# 分身奇譚
《分身奇譚》（日语： Doppelgänger）是日本漫畫家亚鸟硅子的短篇漫畫集。原作於1996年由新書館出版，ISBN 4-403-61430-2。中文版於2000年由東立出版，ISBN 957-34-9880-4。

## 篇名
- 分身奇譚
- 犬夜
- 陌生人
- 藍色的夜
- 四谷澁谷入谷雜司古！（四格短篇）

## 內容簡介
「分身奇譚」傳說中世界上有和自己一模一樣的分身存在，如果不幸遇到分身，自己就會身亡。主角日水聖一郎因為看到另一個自己，所以認為將不久人世。故事中強勢的日水媽媽，突發奇想的日水爸爸，與認真解決日水煩惱的好友瀧口，和哪壺不開提哪壺的西園寺，構成了這角色鮮明有趣的故事。
「犬夜」煩惱將來出路的十幾歲少年。這篇給予讀者對待徬徨未來的一些不同看法。
「陌生人」描寫失蹤了八年的阿哲突然回家的故事，多數故事通常會描寫失蹤的八年間發生了什麼事，或者主角苦惱地回憶過去，不過由來描述，八年空檔不是重點，重要的是阿哲回來了，而一眼就認出不見八年阿哲的好友阿線，則該相信自己，也相信阿哲就是阿哲，不是披著羊皮的陌生人。
「藍色的夜」是幻想國度的故事，主角因為自己和他人不同而想自殺。但用很簡單的話語配合筆下寬闊美麗的景色，解開角色鑽牛角尖的想法。